# Гиёсов, Сардорбек Минубиллаевич
Сардорбек Минубиллаевич Гиёсов (узб. Sardorbek Minubillaevich, род. 27 марта 1990, Наманганская область, УзССР, СССР) — историк-педагог, Депутат Законодательной палаты Олий Мажлиса Республики Узбекистан. Является членом комитета по противодействию коррупции и судебно-правовым вопросам. Член Либерально-демократической партии Узбекистана. Участник фракции движения предпринимателей и деловых людей.

## Биография
Гиёсов Сардорбек Минубиллаевич родился 27 марта 1990 года в Туракурганском районе Наманганской области. Национальность — узбек. Образование — высшее. В 2012 году окончил Наманганский государственный университет. Специальность — преподаватель истории. Член УзЛиДеП. Трудовую деятельность начал в 2012 году учителем истории в специализированной школе № 13 Мингбулакского района Наманганской области, руководитель первичной организации общественного движения молодёжи «Камолот». В 2014—2017 гг. занимал должность председателя Мингбулакского района Совета ОДМ «Камолот», в 2017—2019 гг. — председатель Союза молодёжи Узбекистана Мингбулакского района. С 2019 года по настоящее время занимает должность заместителя председателя Наманганского областного Совета Союза молодёжи Узбекистана.
В 2014 году избран депутатом по Бирлашганскому избирательному округу № 2 Мингбулакского района Наманганской области.